# Трофименко Володимир Іванович
Володимир Іванович Трофименко (22 березня 1953 року, Сизрань — 1994) — радянський стрибун з жердиною, чемпіон Європи 1978 року, срібний і бронзовий призер чемпіонатів Європи в приміщенні. Заслужений майстер спорту СРСР (1978).

## Біографія
Почав займатися легкою атлетикою в 1970 в Сочі, де тренувався під керівництвом Ю. Я. Вікторова. Після переїзду в Ленінград почав тренуватися в ДЗГ «Трудові резерви» у В. Я. Розенфельда.
Чемпіон СРСР 1976, срібний призер Всесвітньої Універсіади 1977 в Софії.
1978 року встановив рекорд Радянського Союзу — 5,61 м.
Перший шлюб — з легкоатлеткою Іоландою Чен. Другий шлюб — з Інною Антроповою.